# James Hadley Chase
Pour les articles homonymes, voir Chase.
Œuvres principales
- Pas d'orchidées pour miss Blandish
- Éva
- Le Requiem des blondes
- Vipère au sein
- Chambre noire

René Lodge Brabazon Raymond dit James Hadley Chase, né le 24 décembre 1906 à Londres et mort le 6 février 1985 à Corsier-sur-Vevey, est un écrivain britannique.

## Biographie
René Raymond utilisa différents autres noms d'auteur : Raymond Marshall, Ambrose Grant et James L. Docherty, afin d'obtenir, pendant la guerre, des allocations de papier supplémentaires.
Il est l'auteur de nombreux romans noirs publiés en langue française aux éditions Gallimard, collection Série noire de Marcel Duhamel. Son premier roman, le plus célèbre, Pas d'orchidées pour Miss Blandish, a été écrit en 1938 et republié en 1961 sous le titre Pas d'orchidées dans une version remaniée par l'auteur, qui trouvait l'ambiance du texte original trop datée. Durant la Seconde Guerre mondiale, alors que le papier était rationné, Douze chinetoques et une souris s'est écoulé à plus d'un demi million d'exemplaires auprès des troupes britanniques et américaines.
Il a été très apprécié en France, en Italie, en Afrique, et en Asie, il a été également très populaire en Union Soviétique à partir de la perestroïka. Sur l'ensemble de son œuvre, on peut retenir une vingtaine de titres avec de solides scénarios, un langage simple, peu d'argot, qui restent un modèle du genre. Depuis le début des années 2000, il est de nouveau réédité en Grande-Bretagne et aux États-Unis.
Plusieurs auteurs ont fait son éloge, dont Graham Greene, George Orwell. Le cinéaste Jean-Luc Godard a réalisé en 1986 un téléfilm intitulé Grandeur et décadence d'un petit commerce de cinéma révélées par la recherche des acteurs dans un film de télévision publique d’après un vieux roman de J.H. Chase.

## Intrigues
Chase a écrit la plupart de ses livres en utilisant un dictionnaire d'argot américain, des cartes géographiques détaillées, des encyclopédies et des livres de référence sur les bas-fonds américains. L'action de la majorité de ses livres se déroule aux États-Unis, alors que Chase n'y a jamais résidé.
La plupart de ses intrigues suivent le même schéma narratif : le personnage principal, un homme désœuvré et sans le sou, tente d'échapper à sa misère. Pour cela, il met au point un « mauvais coup », avec au choix : un enlèvement, un braquage de banque, une fraude à l'assurance ou un vol…
Son but n'est jamais le meurtre, mais, inévitablement, il finit par se produire, et le plan initial s'en trouve bouleversé. Le destin du héros est souvent mêlé à celui des femmes, et les héroïnes « chasiennes » sont le plus souvent belles, intelligentes, mais soit elles sont sournoises au point de provoquer la chute du héros, soit elles le sauvent par leur sens du sacrifice.

## Œuvre
Les romans sont indiqués sous la signature originale. 

### Sous la signature de Raymond Marshall
- Lady - Here's your Wreath (1940) Publié en français sous le titre Le Corbillard de Madame..., sous la signature de James Hadley Chase, Paris, Gallimard, coll. « Série noire » no 35, 1949 ; réédition, Paris, Gallimard, coll. « La Poche noire » no 19, 1967 ; réédition, Paris, Gallimard, coll. « Carré noir » no 38, 1972
- Just the Way it Is (1944) Publié en français sous le titre En trois coups de cuiller à pot, Paris, Gallimard, coll. « Série noire » no 20, 1948 ; réédition, Paris, Gallimard, coll. « Carré noir » no 107, 1972
- Blonde's Requiem (1945) Publié en français sous le titre Le Requiem des blondes, Paris, Gallimard, coll. « Série noire » no 24, 1949 ; réédition, Paris, Gallimard, coll. « La Poche noire » no 76, 1969 ; réédition, Paris, Gallimard, coll. « Carré noir » no 44, 1973
- Make the Corpse Walk (1946) Publié en français sous le titre Faites danser le cadavre, Paris, Éditions du Scorpion, 1947, réédition sous la signature de James Hadley Chase, Paris, Gallimard, coll. « Série noire » no 216, 1954 ; réédition, Paris, Gallimard, coll. « La Poche noire » no 112, 1970 ; réédition, Paris, Gallimard, coll. « Carré noir » no 52, 1972
- Trusted Like the Fox (1948) Publié en français sous le titre Traquenards, Paris, Éditions du Scorpion, 1950 ; réédition sous la signature de James Hadley Chase, Paris, Gallimard, coll. « Série noire » no 211, 1954 ; réédition, Paris, Gallimard, coll. « La Poche noire » no 10, 1967 ; réédition, Paris, Gallimard, coll. « Carré noir » no 6, 1972
- The Paw in the Bottle (1949) Publié en français sous le titre La Main dans le sac, Paris, Éditions du Scorpion, 1950 ; réédition sous la signature de James Hadley Chase, Paris, Gallimard, coll. « Série noire » no 201, 1954 ; réédition, Paris, Gallimard, coll. « La Poche noire » no 103, 1970 ; réédition, Paris, Gallimard, coll. « Carré noir » no 58, 1972
- But a Short Time to Live (1951) Publié en français sous le titre Sirène à la manque, Paris, Presses de la Cité, coll. « Un mystère » no 70, 1951 ;  réédition sous le titre La Petite Vertu sous la signature de James Hadley Chase, Paris, Gallimard, coll. « Série noire » no 652, 1961 ; réédition, Paris, Gallimard, coll. « La Poche noire » no 40, 1968 ; réédition, Paris, Gallimard, coll. « Carré noir » no 20, 1972
- In a Vain Shadow (1951) Publié en français sous le titre L'Abominable Pardessus, sous la signature de James Hadley Chase, Paris, Gallimard, coll. « Série noire » no 75, 1951 ; réédition, Paris, Gallimard, coll. « La Poche noire » no 1, 1967 ; réédition, Paris, Gallimard, coll. « Carré noir » no 4, 1972
- The Wary Transgressor (1952) Publié en français sous le titre La Culbute, sous la signature de James Hadley Chase, Paris, Gallimard, coll. « Série noire » no 158, 1953 ; réédition, Paris, Gallimard, coll. « La Poche noire » no 13, 1967 ; réédition, Paris, Gallimard, coll. « Carré noir » no 17, 1972
- The Things Men Do (1953) Publié en français sous le titre Ça n'arrive qu'aux vivants, sous la signature de James Hadley Chase, Paris, Gallimard, coll. « Série noire » no 173, 1953 ; réédition, Paris, Gallimard, coll. « La Poche noire » no 106, 1969 ; réédition, Paris, Gallimard, coll. « Carré noir » no 157, 1972
- The Sucker Punch (1954) Publié en français sous le titre Une manche et la belle, sous la signature de James Hadley Chase, Paris, Gallimard, coll. « Série noire » no 187, 1954 ; réédition, Paris, Gallimard, coll. « Carré noir », no 1, 1972 ; réédition, Paris, Gallimard, coll. « Folio policier » no 517, 2008  (ISBN 978-2-07-034263-1)
- You Find Him...I'll Fix Him (1956) Publié en français sous le titre Fais-moi confiance, sous la signature de James Hadley Chase, Paris, Gallimard, Série noire no 328, 1956 ; réédition, Paris, Gallimard, coll. « La Poche noire » no 121, 1970 ; réédition, Paris, Gallimard, coll. « Carré noir » no 45, 1972
- Hit and Run (1958) Publié en français sous le titre Délit de fuite, sous la signature de James Hadley Chase, Paris, Gallimard, coll. « Série noire » no 390, 1958 ; réédition, Paris, Gallimard, coll. « La Poche noire » no 133, 1969 ; réédition, Paris, Gallimard, coll. « Carré noir » no 69, 1972

#### Série Martin Corridon
- Mallory (1950) Publié en français sous le titre Lâchez les chiens !, sous la signature de James Hadley Chase, Paris, Gallimard, coll. « Série noire » no 52, 1950 ; réédition, Paris, Gallimard, coll. « La Poche noire » no 31, 1968 ; réédition, Paris, Gallimard, coll. « Carré noir » no 18, 1972
- Why Pick on Me ? (1951) Publié en français sous le titre Ne tirez pas sur le pianiste, Paris, Presses de la Cité, coll. « Un mystère » no 57, 1951 ;  réédition sous le titre Il fait ce qu’il peut, sous la signature de James Hadley Chase, Paris, Gallimard, coll. « Série noire » no 645, 1961 ; réédition, Paris, Gallimard, coll. « Carré noir » no 79, 1972 ; réédition, Paris, Gallimard, coll. « Folio policier » no 496, 2008  (ISBN 978-2-07-034264-8)

#### Série Steve Harmas
- No Business of Mine (1947) Publié en français sous le titre N'y mettez pas votre nez, Paris, Éditions du Scorpion, 1948 ; réédition sous la signature de James Hadley Chase, Paris, Gallimard, coll. « Série noire » no 194, 1954 ; réédition, Paris, Gallimard, coll. « Carré noir » no 48, 1972

#### Série Don Micklem
- Venetian Mission (1954) Publié en français sous le titre Voir Venise...et crever, sous la signature de James Hadley Chase, Paris, Gallimard, coll. « Série noire » no 223, 1954 ; réédition, Paris, Gallimard, coll. « La Poche noire » no 109, 1970 ; réédition, Paris, Gallimard, coll. « Carré noir » no 102, 1972
- Mission to Siena (1956) Publié en français sous le titre Signé la Tortue, sous la signature de James Hadley Chase, Paris, Gallimard, coll. « Série noire » no 318, 1956 ; réédition, Paris, Gallimard, coll. « La Poche noire » no 124, 1970 ; réédition, Paris, Gallimard, coll. « Carré noir » no 54, 1972

### Sous la signature de James L. Docherty
- He Won't Need it Now (1939) Publié en français sous le titre Qu'est-ce qu'on déguste !, sous la signature de James Hadley Chase, Paris, Gallimard, coll. « Série noire » no 55, 1950 ; réédition, Paris, Gallimard, coll. « La Poche noire » no 25, 1967 ; réédition, Paris, Gallimard, coll. « Carré noir » no 7, 1972

### Sous la signature d'Ambrose Grant
- More Deadly than the Male (1946) Publié en français sous le titre Elles attigent..., sous la signature de James Hadley Chase, Paris, Gallimard, coll. « Série noire » no 79, 1951 ; réédition, Paris, Gallimard, coll. « La Poche noire » no 100, 1970 ; réédition, Paris, Gallimard, coll. « Carré noir » no 50, 1972

### Sous la signature de James Hadley Chase
- The Dead Stay Dumb (1939) Publié en français sous le titre Les Bouchées doubles, Paris, Gallimard, coll. « Série noire » no 72, 1950 ; réédition, Paris, Gallimard, coll. « La Poche noire » no 85, 1969 ; réédition, Paris, Gallimard, coll. « Carré noir » no 66, 1972
- Miss Callaghan Comes to Grief (1941) Publié en français sous le titre Méfiez-vous fillettes !, Paris, Gallimard, coll. « Série noire » no 41, 1949 ; réédition, Paris, Gallimard, coll. « La Poche noire » no 91, 1969 ; réédition, Paris, Gallimard, coll. « Carré noir » no 60, 1972 ; réédition, Paris, Gallimard, coll. « Folio policier » no 490, 2007  (ISBN 978-2-07-034261-7)
- Miss Chumway Waves a Wand (1944) Publié en français sous le titre Miss Shumway jette un sort, Paris, Gallimard, coll. « Série noire » no 16, 1948 ; réédition, Paris, Gallimard, coll. « La Poche noire » no 37, 1968 ; réédition, Paris, Gallimard, coll. « Carré noir » no 9, 1972 ; réédition, Paris, Gallimard, coll. « Bibliothèque noire », 1989 ; réédition, Paris, Gallimard, coll. « Folio policier » no 491, 2007  (ISBN 978-2-07-034260-0)
- Eve (1945) Publié en français sous le titre Éva, Paris, Gallimard, coll. « Série noire » no 6, 1947 ; réédition, Paris, LGF, coll. « Le Livre de poche » no 936, 1963 ; réédition, Paris, Gallimard, coll. « Carré noir » no 95, 1972 ; réédition, Paris, Gallimard, coll. « Folio policier » no 463, 2007  (ISBN 978-2-07-034257-0)
- I'll Get you for This (1946) Publié en français sous le titre Douze balles dans la peau, Paris, Nicholson & Watson, coll. « La Tour de Londres » no 13, 1948 ; réédition, Paris, Gallimard, coll. « Série noire » no 186, 1954 ; réédition, Paris, Gallimard, coll. « La Poche noire » no 94, 1969 ; réédition, Paris, Gallimard, coll. « Carré noir » no 34, 1972
- The Flesh of the Orchid (1948) Publié en français sous le titre La Chair de l'orchidée, Paris, Gallimard, coll. « Série noire » no 10, 1948 ; réédition, Paris, Gallimard, coll. « Carré noir » no 28, 1972 ; réédition, Paris, Gallimard, coll. « Bibliothèque noire », 1989 ; réédition, Paris, Gallimard, coll. « Folio policier » no 462, 2007  (ISBN 978-2-07-034259-4)
- You Never Know with Women (1949) Publié en français sous le titre Garces de femmes !, Paris, Gallimard, coll. « Série noire » no 31, 1949 ; réédition, Paris, Gallimard, coll. « La Poche noire » no 70, 1969 ; réédition, Paris, Gallimard, coll. « Carré noir » no 42, 1972
- Strictly for Cash (1951) Publié en français sous le titre Dans le cirage !, Paris, Gallimard, coll. « Série noire » no 99, 1951 ; réédition, Paris, Gallimard, coll. « La Poche noire » no 52, 1968 ; réédition, Paris, Gallimard, coll. « Carré noir » no 21, 1972
- The Fast Buck (1952) Publié en français sous le titre Du gâteau !, Paris, Gallimard, coll. « Série noire » no 143, 1952 ; réédition, Paris, Gallimard, coll. « La Poche noire » no 49, 1968 ; réédition, Paris, Gallimard, coll. « Carré noir » no 30, 1972
- I'll Bury my Dead (1953) Publié en français sous le titre Un tueur passe..., Paris, Gallimard, coll. « Série noire » no 165, 1953 ; réédition, Paris, Gallimard, coll. « La Poche noire » no 88, 1969 ; réédition, Paris, Gallimard, coll. « Carré noir » no 33, 1972
- This Way for a Shroud (1953) Publié en français sous le titre Rien ne sert de mourir, Paris, Gallimard, coll. « Série noire » no 198, 1954 ; réédition, Paris, Gallimard, coll. « La Poche noire » no 115, 1970 ; réédition, Paris, Gallimard, coll. « Carré noir » no 76, 1972
- Night Out ou Tiger by the Tail (1954) Publié en français sous le titre Partie fine, Paris, Gallimard, coll. « Série noire » no 205, 1954 ; réédition, Paris, Gallimard, coll. « La Poche noire » no 73, 1969 ; réédition, Paris, Gallimard, coll. « Carré noir » no 43, 1972
- Safer Dead (1954) Publié en français sous le titre Alerte aux croquemorts, Paris, Gallimard, coll. « Série noire » no 247, 1955 ; réédition, Paris, Gallimard, coll. « La Poche noire » no 28, 1968 ; réédition, Paris, Gallimard, coll. « Carré noir » no 8, 1972 ; réédition, Paris, Gallimard, coll. « Folio policier » no 526, 2008  (ISBN 978-2-07-035877-9)
- You've Got It Coming (1955) Publié en français sous le titre En crevant le plafond, Paris, Gallimard, coll. « Série noire » no 296, 1956 ; réédition, Paris, Gallimard, coll. « La Poche noire » no 127, 1969 ; réédition, Paris, Gallimard, coll. « Carré noir » no 46, 1972
- The Guilty Are Afraid (1957) Publié en français sous le titre Pochette surprise, Paris, Gallimard, coll. « Série noire » no 353, 1957 ; réédition, Paris, Gallimard, coll. « La Poche noire » no 67, 1969 ; réédition, Paris, Gallimard, coll. « Carré noir » no 23, 1972 ; réédition, Paris, Gallimard, coll. « Folio policier » no 514, 2008  (ISBN 978-2-07-034262-4)
- Not Safe to be Free (1958) Publié en français sous le titre À tenir au frais, Paris, Gallimard, coll. « Série noire » no 418, 1958 réédition sous le titre Le Démoniaque, Paris, Gallimard, coll. « La Poche noire » no 34, 1968 ; réédition, Paris, Gallimard, coll. « Carré noir » no 19, 1972
- The World in my Pocket (1959) Publié en français sous le titre Pas de mentalité, Paris, Gallimard, coll. « Série noire » no 443, 1959 ; réédition, Paris, Gallimard, coll. « La Poche noire » no 136, 1971 ; réédition, Paris, Gallimard, coll. « Carré noir » no 78, 1972
- What's Better than Money ! (1960) Publié en français sous le titre Au son des fifrelins, Paris, Gallimard, coll. « Série noire » no 508, 1959 ; réédition, Paris, Gallimard, coll. « Carré noir » no 25, 1972
- Come Easy - Go Easy (1960) Publié en français sous le titre Tirez la chevillette, Paris, Gallimard, coll. « Série noire » no 544, 1960 ; réédition, Paris, Gallimard, coll. « La Poche noire » no 139, 1971 ; réédition, Paris, Gallimard, coll. « Carré noir » no 71, 1972
- Just Another Sucker (1961) Publié en français sous le titre Mise en caisse, Paris, Gallimard, coll. « Série noire » no 551, 1961 ; réédition, Paris, Gallimard, coll. « La Poche noire » no 142, 1971 ; réédition, Paris, Gallimard, coll. « Carré noir » no 68, 1972
- A Lotus for Miss Quon (1961) Publié en français sous le titre Un lotus pour Miss Chaung, Paris, Gallimard, coll. « Série noire » no 627, 1961 ; réédition, Paris, Gallimard, coll. « La Poche noire » no 148, 1971 ; réédition, Paris, Gallimard, coll. « Carré noir » no 129, 1973
- A Coffin from Hong Kong (1962) Publié en français sous le titre L'Héroïne d'Hong-Kong, Paris, Gallimard, coll. « Série noire » no 677, 1962 ; réédition, Paris, Gallimard, coll. « Carré noir »no 128, 1973
- I Would Rather Stay Poor (1962) Publié en français sous le titre Tueur de charme, Paris, Gallimard, coll. « Série noire » no 705, 1962 ; réédition, Paris, Gallimard, coll. « La Poche noire » no 166, 1971 ; réédition, Paris, Gallimard, coll. « Carré noir » no 157, 1973
- One Bright Summer Morning (1963) Publié en français sous le titre Un beau matin d'été, Paris, Gallimard, coll. « Série noire » no 815, 1963 ; réédition, Paris, coll. « La Poche noire » no 163, 1971 ; réédition, Paris, Gallimard, coll. « Carré noir » no 160, 1973
- Cade (1966) Publié en français sous le titre Chambre noire, Paris, Plon, 1969
- An Ear to the Ground (1968) Publié en français sous le titre L'Homme à l'affût, Paris, Gallimard, coll. « La Poche noire » no 43, 1968 ; réédition, Paris, Gallimard, coll. « Carré noir » no 29, 1972
- The Vulture Is a Patient Bird (1969) Publié en français sous le titre Le vautour attend toujours, Paris, Gallimard, coll. « La Poche noire » no 79, 1969 ; réédition, Paris, Gallimard, coll. « Carré noir » no 31, 1972
- Just a Matter of Time (1972) Publié en français sous le titre Simple question de temps, Paris, Gallimard, coll. « La Poche noire » no 157, 1972 ; réédition, Paris, Gallimard, coll. « Carré noir » no 155, 1973
- Knock ! Knock ! Who's There ? (1973) Publié en français sous le titre En galère, Paris, Gallimard, coll. « Carré noir » no 120, 1973
- So, What Appens to Me ? (1974) Publié en français sous le titre Le Zinc en or, Paris, Gallimard, coll. « Carré noir » no 153 1974
- Goldfish Have no Hiding Place (1974) Publié en français sous le titre Les poissons rouges n'ont pas de secret, Paris, Gallimard, coll. « Carré noir » no 173, 1974
- Believe This, You'll Believe Anything (1975) Publié en français sous le titre  À pieds joints, Paris, Gallimard, coll. « Carré noir » no 199, 1975
- Do me a Favour... Drop Dead (1976) Publié en français sous le titre Fais-moi plaisir... crève, Paris, Gallimard, coll. « Carré noir » no 211, 1976
- My Laugh Comes Last (1976) Publié en français sous le titre Qui vivra rira, Paris, Gallimard, coll. « Carré noir » no 242, 1976
- You Can Say that Again (1979) Publié en français sous le titre Tu crois pas si bien dire, Paris, Gallimard, coll. « Carré noir » no 326, 1979
- Hand me a Fig Leaf (1980) Publié en français sous le titre File-moi une couverture, Paris, Gallimard, coll. « Carré noir » no 378, 1981
- We'll Share a Double Funeral (1981) Publié en français sous le titre Tu me suivras dans la tombe, Paris, Gallimard, coll. « Carré noir » no 431, 1982 ; réédition avec Passez une bonne nuit et C'est pas dans mes cordes, Paris, Gallimard, coll. « Folio policier » no 664, 2012  (ISBN 978-2-07-044697-1)

#### Série Dave Fenner
- No Orchids for Miss Blandish (1939) Publié en français sous le titre Pas d'orchidées pour miss Blandish, Paris, Gallimard, coll. « Série noire » no 3, 1946 ; réédition, Paris, LGF, coll. « Le Livre de poche. Policier » no 1501, 1965 ; réédition, Paris, Gallimard, coll. « Carré noir » no 12, 1972 ; réédition, Paris, Gallimard, coll. « Bibliothèque noire », 1989 ; réédition, Paris, Gallimard, coll. « Folio policier » no 461, 2007  (ISBN 978-2-07-034258-7)
- Twelve Chinks and a Woman (1940) Publié en français sous le titre Douze chinetoques et une souris, Paris, Gallimard, coll. « Série noire » no 19, 1948 ; réédition, Paris, Gallimard, coll. « La Poche noire » no 4, 1967 ; réédition, Paris, Gallimard, coll. « Carré noir » no 5, 1972
- No Orchids for Miss Blandish (1961) - réécriture de l’édition de 1939 du roman éponyme Publié en français sous le titre Pas d'orchidées, Paris, Gallimard, coll. « Série noire » no 719, 1962

#### Série Mark Girland
- You Have Yourself a Deal (1966) Publié en français sous le titre La Blonde de Pékin, Paris, Plon, 1966 ; réédition, Genève, Éditions de Grémille, coll. « Grands maîtres du roman policier », 1973 ; réédition, Paris, Presses Pocket, coll. « Pocket » no 1192, 1975 ; réédition, Paris, Gallimard, coll. « Carré noir » no 586, 1988 ; réédition, Paris, Gallimard, coll. « James Hadley Chase » no 48, 1998  (ISBN 2-07-049856-5)
- Have this One on Me (1967) Publié en français sous le titre C'est ma tournée, Paris, Gallimard, coll. « La Poche noire » no 7, 1967 ; réédition, Paris, Gallimard, coll. « Carré noir » no 16, 1972

#### Série Steve Harmas
- The Double Shuffle (1952) Publié en français sous le titre Vipère au sein, Paris, Gallimard, coll. « Série noire » no 119, 1952 ; réédition, Paris, Gallimard, coll. « La Poche noire » no 58, 1968 ; réédition, Paris, Gallimard, coll. « Carré noir » no 11, 1972 ; réédition, Paris, Gallimard, coll. « Folio policier » no 525, 2008  (ISBN 978-2-07-034266-2)
- There's Always a Price Tag (1956) Publié en français sous le titre Retour de manivelle, Paris, Gallimard, coll. « Série noire » no 303, 1956 ; réédition, Paris, Gallimard, coll. « La Poche noire » no 64, 1969 ; réédition, Paris, Gallimard, coll. « Carré noir » no 41, 1972
- Shock Treatment (1959) Publié en français sous le titre Traitement de choc, Paris, Gallimard, coll. « Série noire » no 450, 1959 , réédition, Paris, Gallimard, coll. « Carré noir » no 64, 1972
- Tel It to the Birds (1963) Publié en français sous le titre Cause à l'autre !, Paris, Gallimard, coll. « Série noire » no 767, 1963 ; réédition, Paris, Gallimard, coll. « La Poche noire » no 154, 1971 ; réédition, Paris, Gallimard, coll. « Carré noir » no 150, 1973

#### Série Tom Lepski
- The Soft Centre (1964) Publié en français sous le titre Chantons en chœur !, Paris, Gallimard, coll. « Série noire » no 836, 1964 ; réédition, Paris, Gallimard, coll. « La Poche noire » no 160, 1971 ; réédition, Paris, Gallimard, coll. « Carré noir » no 144, 1973
- The Way the Cookie Crumbles (1965) Publié en français sous le titre Trop petit, mon ami, Paris, Gallimard, coll. « Série noire » no 940, 1965 ; réédition, Paris, Gallimard, coll. « La Poche noire » no 151, 1971 ; réédition, Paris, Gallimard, coll. « Carré noir » no 139, 1973
- Well, my Pretty (1967) Publié en français sous le titre Eh bien, ma jolie..., Paris, Plon, 1967, Gallimard, coll. « Carré noir » no 585, 1988
- There's a Hippie on the Highway (1969) Publié en français sous le titre Un hippie sur la route, Paris, Gallimard, coll. « La Poche noire » no 97, 1969 ; réédition, Paris, Gallimard, coll. « Carré noir » no 35, 1972
- Like a Hole in the Head (1970) Publié en français sous le titre À vous le plaisir !, Paris, Gallimard, coll. « La Poche noire » no 118, 1970 ; réédition, Paris, Gallimard, coll. « Carré noir » no 103, 1973
- Want to Stay Alive ? (1971) Publié en français sous le titre Le Denier du colt, Paris, Gallimard, coll. « La Poche noire » no 145, 1971 ; réédition, Paris, Gallimard, coll. « Carré noir » no 133, 1973
- Have a Change of Scene (1972) Publié en français sous le titre Et toc !, Paris, Gallimard, coll. « Carré noir » no 87, 1972
- Consider Yourself Dead (1977) Publié en français sous le titre Planque-toi à la morgue, Paris, Gallimard, coll. « Carré noir » no 279, 1977
- You Must Be Kidding (1979) Publié en français sous le titre Meurtres au pinceau, Paris, Gallimard, coll. « Carré noir » no 289, 1979
- A Can of Worms (1979) Publié en français sous le titre Question de flair, Paris, Gallimard, coll. « Carré noir » no 301, 1979
- Have a Nice Night (1981) Publié en français sous le titre Passez une bonne nuit, Paris, Gallimard, coll. « Carré noir » no 405, 1981 ;  réédition avec Tu me suivras dans la tombe et C'est pas dans mes cordes, Paris, Gallimard, coll. « Folio policier » no 664, 2012  (ISBN 978-2-07-044697-1)
- Not my Thing (1982) Publié en français sous le titre C'est pas dans mes cordes, Paris, Gallimard, coll. « Carré noir » no 474, 1983 ;  réédition avec Tu me suivras dans la tombe et Passez une bonne nuit, Paris, Gallimard, coll. « Folio policier » no 664, 2012  (ISBN 978-2-07-044697-1)
- Tomorrow Is New Day (1983) Publié en français sous le titre Ça ira mieux demain, Paris, Gallimard, coll. « Carré noir » no 499, 1983

#### Série Herman Radnitz
- You're Dead Without Money (1972) Publié en français sous le titre Pas de vie sans fric, Paris, Gallimard, coll. « Carré noir » no 24, 1972

#### Série Mark Girland et Herman Radnitz
- This Is for Real (1965) Publié en français sous le titre Officiel, Paris, Gallimard, coll. « Série noire » no 918, 1965 ; réédition, Paris, Gallimard, coll. « Carré noir » no 114, 1973
- The Whiff of Money (1969) Publié en français sous le titre Une bouffée d'or pur, Paris, Gallimard, coll. « La Poche noire » no 61, 1969 ; réédition Paris, Gallimard, coll. « Carré noir » no 22, 1972

#### Série Tom Lepski et Herman Radnitz
- Try this One for Size (1980) Publié en français sous le titre La Grande Fauche, Paris, Gallimard, coll. « Carré noir » no 350, 1980

#### Série Mark Girland, Tom Lepski, Herman Radnitz
- Believed Violent (1968) Publié en français sous le titre Présumé dangereux, Paris, Gallimard, coll. « La Poche noire » no 22, 1968 ; réédition, Paris, Gallimard, coll. « Carré noir » no 39, 1972

#### Série Vic Malloy
- You're Lonely when you Are Dead (1949) Publié en français sous le titre Tu seras tout seul dans ton cercueil, Paris, Gallimard, coll. « Série noire » no 43, 1949, réédition, Paris, Gallimard, coll. « La Poche noire » no 82, 1969 ; réédition, Paris, Gallimard, coll. « Carré noir » no 32, 1972
- Lay her Among the Lilies (1949) Publié en français sous le titre Couche-la dans le muguet, Paris, Gallimard, coll. « Série noire » no 62, 1950 ; réédition, Paris, Gallimard, coll. « La Poche noire » no 46, 1968 ; réédition, Paris, Gallimard, coll. « Carré noir » no 40, 1972
- Figure it out for Yourself (1950) Publié en français sous le titre C'est le bouquet !, Paris, Gallimard, coll. « Série noire » no 83, 1949 ; réédition, Paris, Gallimard. coll. « La Poche noire » no 55, 1968 ; réédition, Paris, Gallimard, coll. « Carré noir » no 10, 1972

#### Série Helga Rolfe
- An Ace up my Sleve (1971) Publié en français sous le titre Un atout dans la manche, Paris, Gallimard, coll. « La Poche noire » no 130, 1970 ; réédition, Paris, Gallimard, coll. « Carré noir » no 73, 1972
- The Joker in the Pack (1975) Publié en français sous le titre Le Joker en main, Paris, Gallimard, coll. « Carré noir » no 208, 1975
- I Hold the Four Aces (1976) Publié en français sous le titre On repique au jeu, Paris, Gallimard, coll. « Carré noir » no 231, 1976

## Adaptations au cinéma ou à la télévision
James Hadley Chase n'a jamais été satisfait des adaptations de ses œuvres au cinéma et il s'en plaignait. Pourtant, trente-deux des quelque quatre-vingt-dix romans qu'il a écrits ont été adaptés au cinéma de 1949 à 1989. Vingt-cinq de ces films sont français ou coproduits par la France. 
Le premier film de Julien Duvivier, L'Homme à l'imperméable, n'a pas eu beaucoup de succès, mais le deuxième du même réalisateur, Chair de poule, sera beaucoup mieux accueilli - ce sera même un succès - en 1963 : le film met en vedette Catherine Rouvel, Georges Wilson, Robert Hossein.
Denys de La Patellière adapte There's Always a Price Tag sous le titre Retour de manivelle, avec Michèle Morgan, Peter Van Eyck et Daniel Gélin : le film connaît un vrai succès populaire en 1957. La même année, Une manche et la belle, film réalisé par Henri Verneuil, avec Isa Miranda, Henri Vidal, Mylène Demongeot, est également un succès.
De 1958 à 1971, James Hadley Chase est un auteur à la mode au cinéma : on compte dix-neuf films tirés de ses romans pendant cette période, parmi lesquels on retient surtout Eva (1962) réalisé par Joseph Losey, avec Jeanne Moreau, Stanley Baker, Virna Lisi, et Pas d'orchidées pour miss Blandish (1971), réalisé par Robert Aldrich, avec Kim Darby, Scott Wilson, Tony Musante et Robert Lansing. 
En 1974, Patrice Chéreau tourne La Chair de l'orchidée, avec Charlotte Rampling, Bruno Cremer, Edwige Feuillère et Simone Signoret.
En 1986, le réalisateur québécois Yves Simoneau adapte librement le roman Pas de mentalité (The World in my Pocket) sous le titre Pouvoir intime.
En 2012, son roman Just a Matter of Time est adapté sous le titre Simple question de temps, pour un téléfilm français, réalisé par Henri Helman, qui met en vedette Line Renaud. Le téléfilm est diffusé sur France 3 le 5 juin 2012.
En 2018, le roman Éva connaît une nouvelle adaptation coécrite et réalisée par Benoît Jacquot sous le tire Eva, avec Isabelle Huppert et Gaspard Ulliel. Présenté en compétition officielle à la Berlinale 2018, le film est éreinté par une bonne partie de la critique,.

## Sources
- Claude Mesplède (dir.), Dictionnaire des littératures policières, vol. 1 : A - I, Nantes, Joseph K, coll. « Temps noir », 2007, 1054 p. (ISBN 978-2-910686-44-4, OCLC 315873251).
- Claude Mesplède (dir.), Dictionnaire des littératures policières, vol. 2 : J - Z, Nantes, Joseph K, coll. « Temps noir », 2007, 1086 p. (ISBN 978-2-910686-45-1, OCLC 315873361).
- Claude Mesplède, Les années "Série noire" : bibliographie critique d'une collection policière, vol. 1 : 1945-1959, Amiens, Editions Encrage, coll. « Travaux » (no 13), 1992 (ISBN 978-2-906389-34-2).
- Claude Mesplède, Les années "Série noire" : bibliographie critique d'une collection policière, vol. 2 : 1959-1966, Amiens, Editions Encrage, coll. « Travaux » (no 17), 1993, 4 p. (ISBN 978-2-906389-43-4).
- Claude Mesplède et Jean-Jacques Schleret, SN, voyage au bout de la Noire : inventaire de 732 auteurs et de leurs œuvres publiés en séries Noire et Blème : suivi d'une filmographie complète, Paris, Futuropolis, 1982, 476 p. (OCLC 11972030).